# Tanni Grey-Thompson
Carys Davina Grey-Thompson –conocida como Tanni Grey-Thompson– (Cardiff, 26 de julio de 1969) es una política, presentadora de televisión y deportista británica que compitió en atletismo adaptado. Además, fue rectora de la Universidad de Northumbria.

## Biografía
Grey-Thompson nació con espina bífida y utiliza silla de ruedas. En 1991 se graduó de la Universidad de Loughborough en Política y Gestión Social.
La carrera atlética de Grey-Thompson comenzó en los Juegos Nacionales Júnior de 1984 representando a Gales, donde compitió en los 100 m en silla de ruedas. Ganó un total de 16 medallas en los Juegos Paralímpicos de Verano entre los años 1988 y 2004.
| Juegos Paralímpicos | Juegos Paralímpicos      | Juegos Paralímpicos | Juegos Paralímpicos |
| Año                 | Lugar                    | Medalla             | Prueba              |
| ------------------- | ------------------------ | ------------------- | ------------------- |
| 1988                | Seúl (Corea del Sur)     | Medalla de bronce   | 400 m 3             |
| 1992                | Barcelona (España)       | Medalla de oro      | 100 m TW3           |
| 1992                | Barcelona (España)       | Medalla de oro      | 200 m TW3           |
| 1992                | Barcelona (España)       | Medalla de oro      | 400 m TW3           |
| 1992                | Barcelona (España)       | Medalla de oro      | 800 m TW3           |
| 1992                | Barcelona (España)       | Medalla de plata    | 4 × 100 m TW3-4     |
| 1996                | Atlanta (Estados Unidos) | Medalla de oro      | 800 m T52           |
| 1996                | Atlanta (Estados Unidos) | Medalla de plata    | 100 m T52           |
| 1996                | Atlanta (Estados Unidos) | Medalla de plata    | 200 m T52           |
| 1996                | Atlanta (Estados Unidos) | Medalla de plata    | 400 m T52           |
| 2000                | Sídney (Australia)       | Medalla de oro      | 100 m T53           |
| 2000                | Sídney (Australia)       | Medalla de oro      | 200 m T53           |
| 2000                | Sídney (Australia)       | Medalla de oro      | 400 m T53           |
| 2000                | Sídney (Australia)       | Medalla de oro      | 800 m T53           |
| 2004                | Atenas (Grecia)          | Medalla de oro      | 100 m T53           |
| 2004                | Atenas (Grecia)          | Medalla de oro      | 400 m T53           |